# Ar Zenith
L’Ar Zenith est un bateau de charge de type dundee construit en 1939 au chantier Joseph Keraudren de Camaret, port du Finistère, à l'extrémité ouest de la  Bretagne.
Il a été le premier navire civil à rejoindre l'Angleterre au lendemain de l'appel du 18 juin 1940 par le général de Gaulle. Il a fait l'objet d'un classement au titre des monuments historiques le 6 décembre 1999 et a depuis été restauré. Il est désormais visible à l'ancien arsenal de Saint-Servan (48° 37′ 58″ N, 2° 01′ 16″ O) à Saint-Malo (Ille-et-Vilaine), en tant que bateau pionnier de la France libre.
Son immatriculation fut AU 2378  puis AU 192832 (AU pour le quartier maritime d'Audierne).

## Histoire

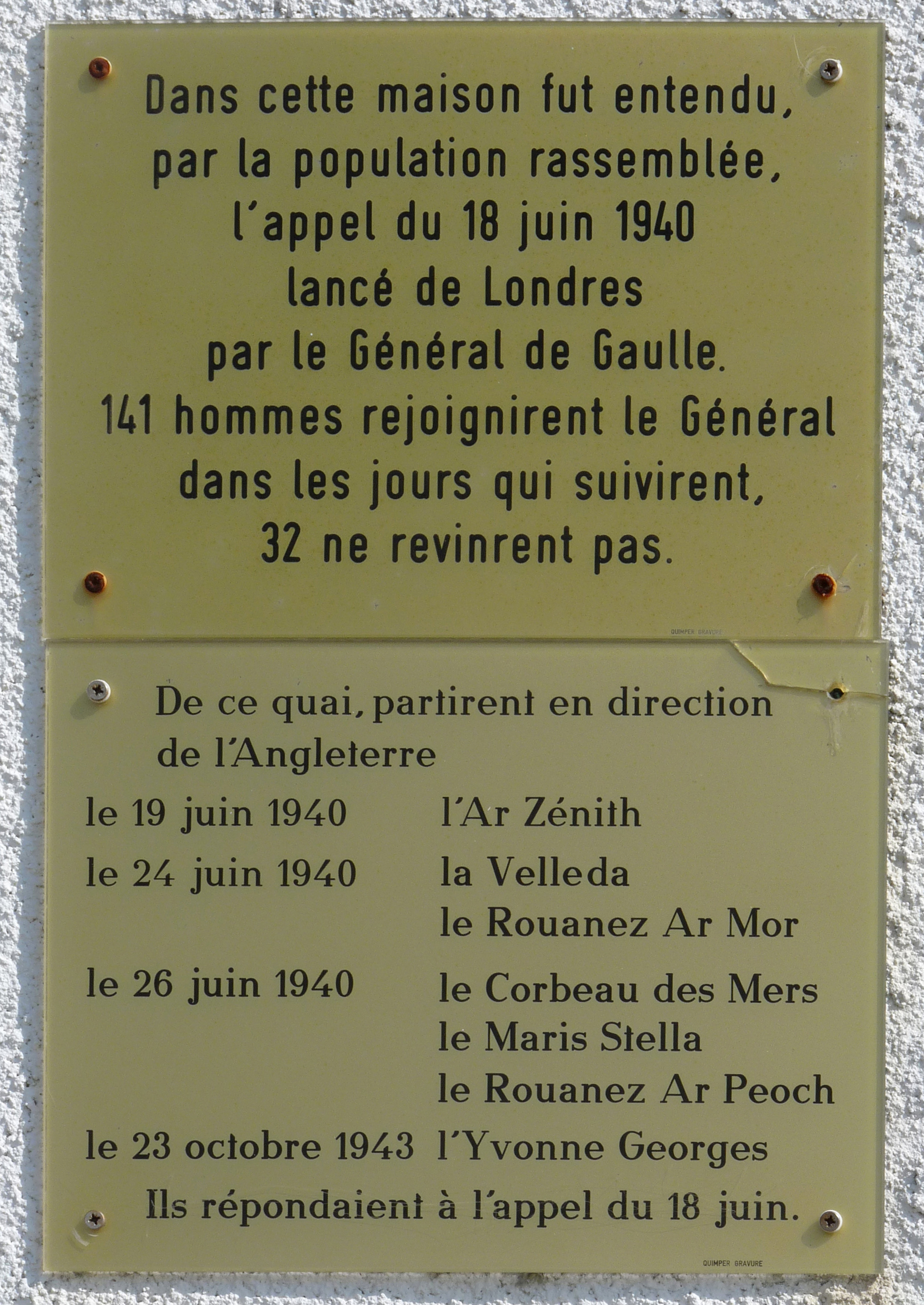
Plaque sur une maison de l’Île-de-Sein mentionnant l’Ar Zenith.

Ar Zenith (« Le zénith », en breton) a été commandé par les Sénans Jean-Marie Menou (patron-armateur), Ambroise Spinec et Martin Fouquet pour servir à l'acheminement du courrier de l'île de Sein, à partir d'Audierne, deux fois par semaine.
Le 19 juin 1940, il partit d'Audierne pour l'île de Sein, en emportant un nombre important de jeunes gens (dont Jacques Le Gall, décédé âgé de 100 ans le 30 octobre 2021 à Saint-Malo et son frère Alexis Le Gall), 15 chasseurs alpins et le lieutenant Emmanuel Dupont. Celui-ci réquisitionne le navire, débarque les civils, sauf l'équipage de quatre hommes et le dundee appareille vers l'Angleterre. Arrivé à Plymouth le 21 juin, le bateau est incorporé à la Royal Navy sous l'autorité des  Forces navales françaises libres (FNFL) et les quatre marins sénans s'engagent dans les Forces françaises libres (FFL). Basé à Falmouth, le navire est amputé de son mât d'artimon et devient un sloop affecté au transport de munitions et de missions nocturnes au large des côtes britanniques.
Ar Zenith est libéré le 28 novembre 1945. Il est récupéré par les Sénans à Newlyn. Remâté comme à son origine, il reprend la mer vers l'île de Sein. Après sa rénovation au chantier Keraudren, il reprend son service de courrier postal entre l’île et le continent.
En 1949, il est transformé en caboteur. Il transporte sable, granit et pierres de taille pour la reconstruction de la ville de Brest. Il est désarmé en 1978.
Il est racheté par Pierre Pinel, un ancien marin des Forces navales françaises libres (FNFL), qui en fait sa résidence principale tout en le remettant en état.
En juin 1990, au retour des cérémonies du 50e anniversaire de l'appel du Général de Gaulle à l'Île de Sein, Pierre Pinel échoue Ar Zenith, le 26 juin 1990, sur un écueil dans l'entrée du port de Roscoff. Restant échoué quelques jours, les dégâts du bateau s'aggravent. Le devis des travaux étant trop important, c'est le conseil général du Finistère qui fait effectuer les travaux nécessaires, en attente de son classement comme monument historique en raison de son passé historique. Son propriétaire refuse ce classement trop contraignant, le fait démâter à Roscoff, puis remonter la rivière de Penzé pour l'échouer sur un banc de vase, proche de Taulé.

## Restauration

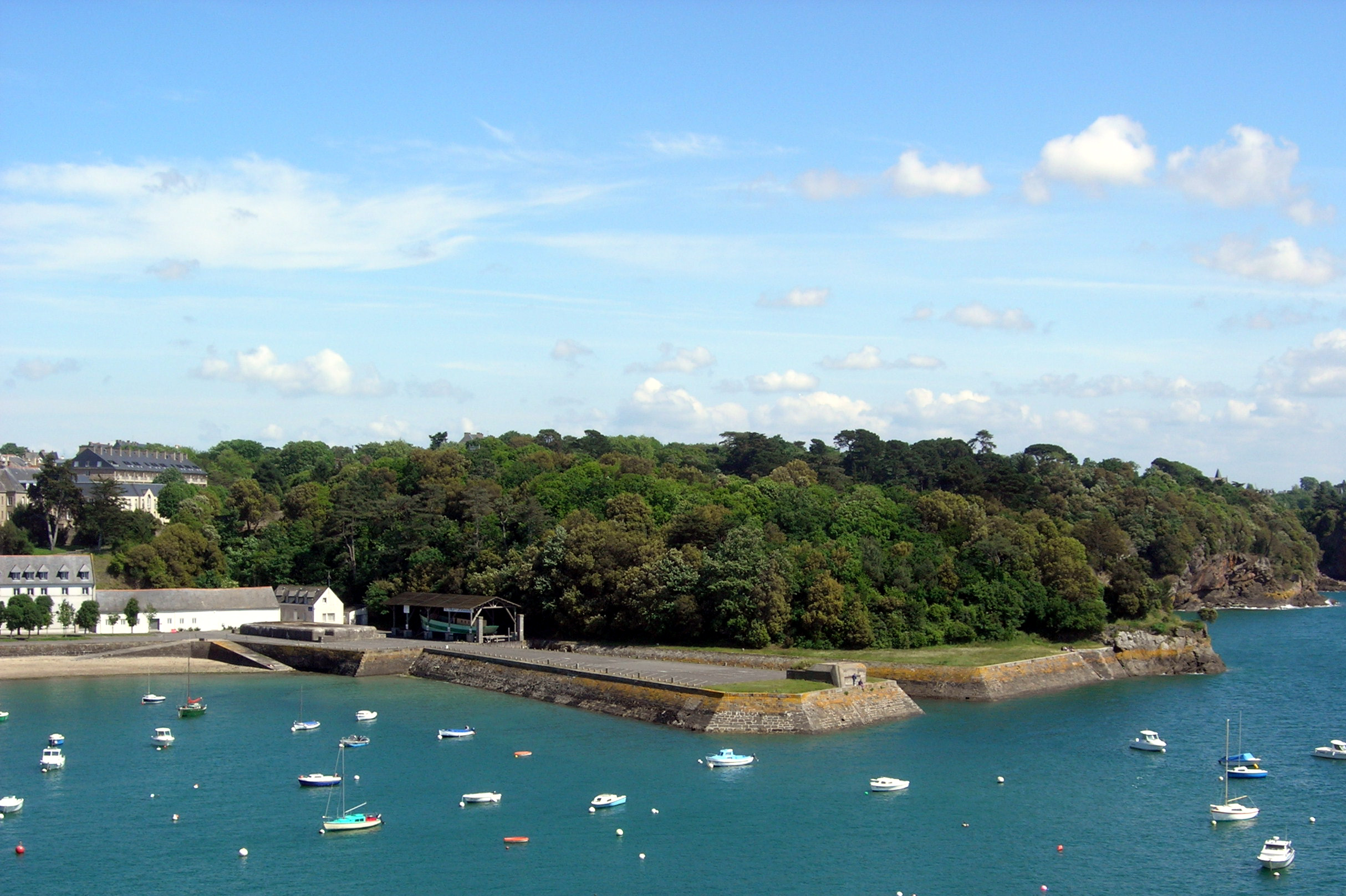
L'arsenal de Saint-Servan avec l'Ar Zenith sous son abri à l'extrémité de l'ancienne cale des torpilleurs

En 1995, trois Malouins, Jean-François Esmelin, Yannick Kontzler et Claude Liot décident de sauver de la destruction ce patrimoine maritime historique. Ils fondent l'association A.P.P.E.L.-Ar Zenith (Association Pour Perpétuer l'Esprit de Liberté). Après l'achat de l'épave, son rapatriement est effectué en octobre 1996, en plus de trois semaines, jusqu'à la cale des torpilleurs de l'ancien arsenal de Saint-Servan. Le caseyeur Équinoxe, le canot Pourquoi-pas ? de la Société nationale de sauvetage en mer de Saint-Malo et le remorqueur de la Marine nationale Le Laborieux participeront à cette aventure.
En décembre 1999, le classement est enfin obtenu et les travaux de restauration débutent en mars 2003 pour une durée de quatre ans.

Ar Zenith n'obtenant pas l'autorisation de naviguer restera, en exposition dans son abri, sur étais, dans la cale des torpilleurs. Il est inauguré le 11 août 2007. Il porte la Croix de Lorraine en haut de son étrave et, au beaupré, le pavillon qu'arboraient les bâtiments des Forces navales françaises libres.
L'association, animée notamment jusqu'à sa mort par Jacques Le Gall, est aussi désireuse de pouvoir mettre en chantier la construction de la réplique de ce dundee Courrier de l'île de Sein.